# 卡吉通巴河
1°03′26″S 30°28′22″E / 1.0572°S 30.4729°E
卡吉通巴河是東部非洲的河流，流經盧旺達和烏干達，河道全長39公里，流域面積3,500平方公里，最終注入卡蓋拉河，平均流量每秒16.6立方米。